# یان کوماسا
یان کوماسا (لهستانی: Jan Tadeusz Komasa؛ زادهٔ ۲۸ اکتبر ۱۹۸۱) کارگردان فیلم فیلم‌نامه‌نویس و تهیه‌کننده اهل لهستان است.
او به دلیل کارگردانی فیلم‌های اتاق خودکشی(۲۰۱۱)، ورشو ۴۴ (۲۰۱۴)، بدن مسیح (۲۰۱۹) مشهور است. فیلم‌های او در جشنواره فیلم کن، جشنواره فیلم برلین، جشنواره فیلم ونیز و جشنواره بین‌المللی فیلم تورنتو به نمایش درآمده یا جوایزی گرفته‌است. فیلم او بدن مسیح در نود و دومین دوره جوایز اسکار نامزد دریافت جایزه اسکار بهترین فیلم بین‌المللی شد.

## فیلمشناسی
- بدن مسیح
- اتاق خودکشی
- ورشو ۴۴
- فرابنفش